# Vadim Borisov
Vadim Valentinovich Borisov, né le 30 avril 1955 à Moscou, est un ancien joueur de tennis amateur soviétique.
Il a été plusieurs fois champion d'URSS, ainsi que leader de l'équipe de Coupe Davis et 6 fois champion d'Europe toutes catégories.

## Carrière
Il est le fils du joueur de tennis Boris Valentinovich Borisov (né en 1934). Chez les juniors, il a battu Björn Borg.
Membre de l'équipe d'URSS de Coupe Davis de 1976 à 1984, il y joue 11 rencontres et 23 matchs (11 victoires) dont deux dans le groupe mondial : contre la Suède en 1982 et la France en 1983. Sa meilleure performance dans l'épreuve est une victoire sur Yannick Noah, 27e mondial, à Montpellier en 1980 en quart de finale de la zone Europe (3-6, 13-15, 6-4, 6-3, 6-3).
En 1976, il se qualifie pour le tournoi de Wimbledon. Début 1977, il part en tournée aux Etats-Unis.
Fin 1980, alors qu'il n'a pas joué de match sur le circuit international depuis les Universiade d'été de 1979 et la rencontre de Coupe Davis contre la France en 1980, il fait un retour remarqué à l'occasion du modeste tournoi de Sofia où il atteint la finale aussi bien en simple qu'en double, ce qui lui permet d'atteindre la 249e place à l'ATP. Il s'est par ailleurs particulièrement distingué au sein des Universiades puisqu'il y totalise cinq médailles dont le bronze en simple à Sofia, l'or à Mexico et l'argent à Bucarest (perd contre Florin Segarceanu 7-6, 6-7, 6-4, 6-2).
En 1984, il remporte le tournoi Challenger de Travemünde contre Alejandro Ganzábal.
Après avoir été entraineur au sein des équipes de Coupe Davis de Syrie (1986 à 1989) et de Grèce (1991 à 1992), il devient en 1993 le premier capitaine de l'équipe de Russie à la suite de la fin de l'URSS et de la CEI. En 1994, la Russie atteint la première finale de son histoire. Il passe la main dès 1995. Ensuite, il part entrainer quelques années dans une école de tennis à Hambourg puis retourne à Moscou.

## Palmarès

### Finale en simple messieurs
| No | Date       | Nom et lieu du tournoi | Catégorie  | Dotation | Surface         | Vainqueur      | Score         |  |
| -- | ---------- | ---------------------- | ---------- | -------- | --------------- | -------------- | ------------- |  |
| 1  | 15-12-1980 | Sofia Open, Sofia      | Grand Prix | 75 000 $ | Moquette (int.) | Per Hjertquist | 6-3, 6-2, 7-5 |  |

### Finale en double messieurs
| No | Date       | Nom et lieu du tournoi | Catégorie  | Dotation | Surface         | Vainqueurs                          | Partenaire     | Score         |  |
| -- | ---------- | ---------------------- | ---------- | -------- | --------------- | ----------------------------------- | -------------- | ------------- |  |
| 1  | 15-12-1980 | Sofia Open Sofia       | Grand Prix | 75 000 $ | Moquette (int.) | Hartmut Kirchhubel Robert Reininger | Thomas Emmrich | 4-6, 6-3, 6-4 |  |

## Parcours dans les tournois duGrand Chelem

### En simple
| Année | Open d'Australie | Open d'Australie | Internationaux de France | Internationaux de France | Wimbledon       | Wimbledon     | US Open | US Open |
| ----- | ---------------- | ---------------- | ------------------------ | ------------------------ | --------------- | ------------- | ------- | ------- |
| 1976  | —                | —                | —                        | —                        | 1er tour (1/64) | Kenichi Hirai | —       | —       |

N.B. : à droite du résultat se trouve le nom de l'ultime adversaire.

### En double
| Année | Open d'Australie | Open d'Australie | Internationaux de France    | Internationaux de France | Wimbledon | Wimbledon | US Open | US Open |
| ----- | ---------------- | ---------------- | --------------------------- | ------------------------ | --------- | --------- | ------- | ------- |
| 1973  | —                | —                | 1er tour (1/32) Vioel Marcu | P. Barthes F. Jauffret   | —         | —         | —       | —       |

N.B. : le nom du ou de la partenaire se trouve sous le résultat ; le nom des ultimes adversaires se trouve à droite.

### En double mixte
| Année | Open d'Australie | Open d'Australie | Internationaux de France    | Internationaux de France | Wimbledon                   | Wimbledon              | US Open | US Open |
| ----- | ---------------- | ---------------- | --------------------------- | ------------------------ | --------------------------- | ---------------------- | ------- | ------- |
| 1973  | —                | —                | 1er tour (1/32) N. Chmyreva | F. Guédy P. Joly         | —                           | —                      | —       | —       |
| 1976  | —                | —                | —                           | —                        | 1er tour (1/32) N. Chmyreva | Ilana Kloss B. Bertram | —       | —       |

N.B. : le nom du ou de la partenaire se trouve sous le résultat ; le nom des ultimes adversaires se trouve à droite.